# Windows Server 2012
，开发代号为Windows Server 8，是第五個Windows Server的版本。这是Windows 8的服务器版本，是微軟繼Windows Server 2008 R2後推出的Windows Server系列產品。在开发过程中，它放出过两个版本：开发者预览版与公开测试版。从2012年9月4日開始，該軟件在全球范围内通過多種渠道提供給客戶。
不同於上一代，Windows Server 2012不支持Itanium（IA-64）或IA-32架构的CPU。Windows Server 2012有四個版本，较Windows Server 2008 R2做了很多改进。例如改进版本的Hyper-V，IP地址管理角色，新的Windows任务管理器，以及新的ReFS文件系統。同时，它也包含Metro用户界面，Windows Server 2012的这些功能收到很多正面评价。
是一套和相對應的伺服器操作系统，兩者擁有很多相同功能。兩者在開發時共用大多數的程式碼：類似和、和之間的關係。
延續成功的經驗而設計的雲端最佳化平台。配備最新的虛擬化技術和簡單控制管理等特性、相容於任何雲端架構的設計與整合行動裝置管理等嶄新功能，令企業可建置私有雲端或是混合雲端，並有效降低成本。
Windows Server 2012的升级版Windows Server 2012 R2。于2013年6月3日发布预览版，2013年10月17日发布正式版。

## 更新
本次更新支援從Windows Server 2008和Windows Server 2008 R2升级至Windows Server 2012 ，低於此版本的作業系統（如：Windows Server 2003）則無法進行更新。

## 系統需求
微软已表示Windows Server 2012不支持IA-32或IA-64安腾处理器。
| 架构         | x86-64                                       |
| 处理器       | 1.4GHz                                       |
| 内存         | 512MB                                        |
| 硬盘可用空间 | 32GB （如使用16GB或更多的RAM，需要更多空間） |

## 版本
Windows Server 2012有4種版本：Foundation, Essentials, Standard  and Datacenter.
原本Windows Server 2008 R2包含企業版，但至Windows Server 2012 企業版已消失，表示原先的企業版功能已由Datacenter版取代及加強。
| 產品規格                                 | 基础版 Foundation             | 精华版 Essentials                            | 標準版 Standard     | 数据中心版 Datacenter |
| ---------------------------------------- | ----------------------------- | -------------------------------------------- | ------------------- | --------------------- |
| 散布方式                                 | OEM                           | 零售、大量授權、OEM                          | 零售、大量授權、OEM | 大量授權、OEM         |
| 授權模式                                 | 伺服器                        | 伺服器                                       | 每对CPU + CAL       | 每对CPU + CAL         |
| 处理器芯片数量限制                       | 1                             | 2                                            | 64                  | 64                    |
| 内存限制                                 | 32GB                          | 64GB                                         | 4TB                 | 4TB                   |
| 使用者上限                               | 15                            | 25                                           | 不限                | 不限                  |
| 文件服务限制                             | 1个独立的分布式文件系统根节点 | 1个独立的分布式文件系统根节点                | 不限                | 不限                  |
| 网络策略与访问服务限制                   | 50个RRAS连接，10个IAS连接     | 250个RRAS连接，50个IAS连接，2个IAS服务器组   | 不限                | 不限                  |
| 远程桌面连接限制                         | 20个远程桌面连接              | 250个远程桌面连接                            | 不限                | 不限                  |
| 虛擬化權限                               | 不适用                        | 一个虚拟机或一个物理服务器，但不可以同时使用 | 2个虚拟机           | 不限                  |
| DHCP服务                                 | 是                            | 是                                           | 是                  | 是                    |
| DNS服务                                  | 是                            | 是                                           | 是                  | 是                    |
| 传真服务                                 | 是                            | 是                                           | 是                  | 是                    |
| UDDI服务                                 | 是                            | 是                                           | 是                  | 是                    |
| 打印与文档服务                           | 是                            | 是                                           | 是                  | 是                    |
| Web服务（Internet Information Services） | 是                            | 是                                           | 是                  | 是                    |
| Windows部署服务（WDS）                   | 是                            | 是                                           | 是                  | 是                    |
| Windows服务器更新服务（WSUS）            | 是                            | 是                                           | 是                  | 是                    |
| 活动目录轻量目录服务                     | 是                            | 是                                           | 是                  | 是                    |
| 活动目录权利管理服务                     | 是                            | 是                                           | 是                  | 是                    |
| 应用程序服务器角色                       | 是                            | 是                                           | 是                  | 是                    |
| 服务器管理                               | 是                            | 是                                           | 是                  | 是                    |
| Windows PowerShell                       | 是                            | 是                                           | 是                  | 是                    |
| 活动目录域服务                           | 必须作为域或森林的根节点      | 必须作为域或森林的根节点                     | 是                  | 是                    |
| 活动目录证书服务                         | 只有证书授权                  | 只有证书授权                                 | 是                  | 是                    |
| 活动目录联邦服务                         | 是                            | 否                                           | 是                  | 是                    |
| 服务器内核模式（无图形界面）             | 否                            | 否                                           | 是                  | 是                    |
| Hyper-V                                  | 否                            | 否                                           | 是                  | 是                    |

## Windows Server 2012 R2
Windows Server 2012 R2於2013年10月17日發行。這是Windows 8.1的伺服器版本，在2013年6月3日的TechEd北美公布。据称Windows Server 2012 R2数据表在2013年5月31日出版，有四个操作系统版本：Foundation、Essentials、Standard和Datacenter。Windows Server 2012，Datacenter和Standard版功能相同，变化只有授权（特别是虚拟实例授权） 。Essentials版和Datacenter和Standard产品功能相同，但部分受限。